# Kevin Edwards
Pour les articles homonymes, voir Edwards.
Kevin Durell Edwards, né le 30 octobre 1965 à Cleveland Heights dans l'Ohio, est un ancien joueur américain de basket-ball.

## Biographie
Il évolua à l'université DePaul et au Lakeland Community College (à Kirtland, Ohio).
Il est sélectionné par le Heat de Miami au 20e rang de la draft 1988. Edwards est le second choix de draft de l'histoire du Heat de Miami, derrière Rony Seikaly qui avait été sélectionné au 9e rang lors de la même draft.
Il disputa 11 saisons en NBA pour le Heat, les Nets du New Jersey, le Magic d'Orlando et les Grizzlies de Vancouver. Sa meilleure saison eut lieu en 1993-1994 avec les Nets, inscrivant 14,0 points de moyenne par match en 82 rencontres. Lors de sa carrière NBA, Edwards a inscrit un total de 6596 points en 604 matchs. Il mit un terme à sa carrière avec les Grizzlies en 2001.
Edwards est aujourd'hui producteur de films.